# Desideria incana
Desideria incana là một loài thực vật có hoa trong họ Cải. Loài này được (Ovcz.) Al-Shehbaz mô tả khoa học đầu tiên năm 2000 puibl. 2001.